# Brettweg
Brettweg (westallgäuerisch: Bretweəg) ist ein Gemeindeteil der bayerisch-schwäbischen Gemeinde Röthenbach (Allgäu) im Landkreis Lindau (Bodensee).

## Geographie
Der Weiler liegt circa vier Kilometer nordwestlich des Hauptorts Röthenbach und zählt zur Region Westallgäu. Nördlich des Orts verläuft die Obere Argen, die die Grenze zu Baden-Württemberg bildet.

## Ortsname
Der Ortsname ist ein ehemaliger Wegname oder eine Stellenbezeichnung. So heißt es Brettweg „war von Harratried her nur über einen mit Brettern belegten Weg zu erreichen wegen des sumpfigen Bachtales“. Möglich ist auch die Deutung als Klammerform Brett(graben)weg.

## Geschichte
Nördlich des heutigen Orts befand sich eine frühzeitliche Fliehburg. Brettweg wurde urkundlich erstmals im Jahr 1298 erwähnt, als ein Gut in Brettweg an das Kloster Mehrerau überging. Andere Quellen beziehen sich auf das Jahr 1585 als (Under) Brettweg erwähnt wurde. 1770 fand die Vereinödung in Brettweg mit sechs Teilnehmern statt. Der Ort gehörte einst dem Gericht Grünenbach in der Herrschaft Bregenz an.